# Gunung Meriah (Siempat Nempu Hulu)
Gunung Meriah is een bestuurslaag in het regentschap Dairi van de provincie Noord-Sumatra, Indonesië. Gunung Meriah telt 1630 inwoners (volkstelling 2010).